# Arresto sinusale
L'arresto sinusale è una patologia del ritmo cardiaco in cui il nodo seno atriale cessa temporaneamente di generare gli impulsi elettrici che normalmente stimolano i tessuti del miocardico a contrarsi e quindi il cuore a battere. È definita da una durata da pochi secondi a diversi minuti. Poiché il cuore contiene più pacemaker, questa interruzione del ciclo cardiaco dura generalmente solo pochi secondi prima che un'altra parte del cuore, come la giunzione atrio-ventricolare o i ventricoli, inizi a stimolare e ripristini l'azione cardiaca. Questa condizione può essere rilevata sull'elettrocardiogramma come una pausa più o meno lunga di assenza attività elettrica prima che il nodo senoatriale riprenda la stimolazione regolare o che un altro pacemaker inizi la stimolazione. Se un pacemaker diverso dal nodo senoatriale stimola il cuore, questa condizione è nota come battito di scappamento ventricolare. Qualora nessun altro focus di scappamento più basso emergesse potremmo arrivare all'arresto cardiaco vero e proprio. Questa condizione può essere confusa con il blocco senoatriale, in cui l'impulso elettrico viene generato, ma viene bloccato prima che arrivi a stimolare il miocardio. La diagnosi differenziale delle due condizioni è possibile misurando la durata precisa dell'interruzione dell'attività cardiaca.
Se il successivo pacemaker disponibile subentra, avviene nel seguente ordine:
- Battito di scappamento atriale (frequenza 60–80): ha origine nell'atri, non nel nodo senoatriale (si modifica la normale morfologia P).
- Battito di scappamento giunzionale (frequenza 40–60): ha origine vicino al nodo AV; non presenta un'onda P normale, occasionalmente si può vedere un'onda P retrograda.
- Battito di scappamento ventricolare (frequenza 20–40): ha origine nel sistema di conduzione ventricolare; nessuna onda P, QRS di aumentata ampiezza e anomalo.

Il trattamento include farmaci che sopprimono il nodo del seno (betabloccanti, calcio antagonisti, digitale) utilizzati, in genere  per prevenire le tachiaritmie parossistiche dopo il posizionamento di un pacemaker.